# Carbidopa
Carbidopa (Lodosyn) é uma droga ministrada a pessoas com doença de Parkinson de maneira a inibir o metabolismo periférico da levodopa. Esta propriedade é significativa na medida em que permite uma maior proporção de levodopa periférica para atravessar a barreira hematoencefálica para efeito do sistema nervoso central

## Farmacologia
Carbidopa inibe L-aminoácido aromático descarboxilase (DOPA decarboxilase ou DDC), uma enzima importante na biossíntese de L-triptofano a serotonina e na biossíntese de L-DOPA a dopamina (DA). DDC existe tanto fora do (periferia do corpo) e confinada pela barreira hematoencefálica.